# Jade van der Molen
Jade van der Molen (Alkmaar, 23 juli 1994) is een Nederlandse langebaanschaatsster. Ze rijdt in de marathonploeg Gelasta Vloeren.
Van der Molen startte bij Jong Oranje en maakte vervolgens de overstap naar marathonploeg Schaatsmeiden.nl. Ze maakte haar debuut bij de senioren bij het NK afstanden 2013 op de 3000 meter. Op de WK junioren 2013 in Collalbo werd Van der Molen zesde in het allroundklassement. Ze stond oorspronkelijk reserve, maar verving de zieke Julia Berentschot. Op de WK junioren 2014 in Bjugn werd ze derde op de 3000 meter en won ze goud op de ploegenachtervolging.

## Persoonlijke records
| Afstand    | Tijd    | Datum            | Baan       |
| ---------- | ------- | ---------------- | ---------- |
| 500 meter  | 41,35   | 7 januari 2012   | Heerenveen |
| 1000 meter | 1.21,12 | 17 maart 2012    | Heerenveen |
| 1500 meter | 2.00,89 | 28 december 2014 | Heerenveen |
| 3000 meter | 4.09,20 | 27 december 2014 | Heerenveen |
| 5000 meter | 7.10,52 | 1 november 2014  | Heerenveen |

## Resultaten
| Jaar | NK Afstanden                  | WK Junioren                            |
| ---- | ----------------------------- | -------------------------------------- |
| 2013 | 18e 3000m                     | 6e · (11e, 9e, 8e, 4e) · achtervolging |
| 2014 |                               | 3000m · achtervolging                  |
| 2015 | 18e 1500m 14e 3000m 10e 5000m |                                        |
| 2017 | 14e 3000m 6e mass start       |                                        |

### Medaillespiegel
- bijgewerkt tot en met 15-11-2013

| Kampioenschap | Goud · | Zilver · | Brons · |
| ------------- | ------ | -------- | ------- |
| WK Junioren   | 1      | 0        | 2       |